# ВО-3 «Лисоня»
ВО-3 «Лисоня» — воєнна округа  Української повстанської армії, частина оперативної групи УПА-Захід, яка охоплювала на 1944 рік територію Тернопільщини без Кременецького району, але включала Рогатинський район Станіславщини.

## Передісторія створення
У липні-листопаді 1943 на території Львівської, Дрогобицької, Тернопільської (без Кременеччини, що входила до Рейхскомісаріату Україна), Станіславської областей, які входили до дистрикту Галичина в складі Генерал-губернаторства, діяла «Українська Народна Самооборона» (УНС).
У грудні 1943 року «Українська Народна Самооборона» (УНС) прийняла назву «УПА-Захід» і реально поділялася в 1944 на шість воєнних округ (ВО).
У 1943–1944 воєнна округа № 3 (група «Лисоня») охоплювала Тернопільську область без свого Кременецького району, але з Рогатинським районом сусідньої Івано-Франківської області

### Командири
Командири УНС Тернопільщини: «Чугайстер» (Лютий Ілярій) (до осені 1943); «Остап» (Польовий Омелян).
Командири ВО-3 «Лисоня»: «Остап» (Польовий Омелян) (1943 — поран. 27.09.1944); «Степанович» (можливо це Шанайда Іван) (1945); «Стрийський» (Якубовський Володимир) (1946- †17.06.1947); «Остап» (Безпалько Осип) (17.06.1947 — †3.08.1947); «Гулий» (Бей Василь) (3.08.1947 −1952).

### Стан на грудень 1943р.
Першим куренем ВО «Лисоня» слід вважати курінь під командуванням «Яструба» (Карпенко Дмитро), створений 20 листопада 1943 р. у складі сотень «Сіроманці» (к-р «Ворон» (Ковальчук Григорій)) і «Орли» (к-р «Коц»). На початку квітня 1944 «Яструба» знову призначили командиром сотні «Сіроманці» і відправили з нею на протипольський фронт в Равщину-Любачівщину.

## Структура на листопад 1944р.[1]
Командир Військової Округи — «Остап» (Польовий Омелян) (до поранення 27.09.1944), к-р «Бондаренко» (Якубовський Володимир).
1. Терен V/III (Чортківщина) — Сотні:
  1. «Сірі вовки» («Бистрий» — Хамчук Петро Михайлович),
  2. «Чорноморці» («Жук»);
2. Терен V/II — Сотні:
  1. «Орли» (хорунжий Кіт — «Коц»),
  2. «Бурлаки» («Чорний» — Василь Шепета);
3. Терен V/I — Сотні:
  1. «Лісовики» («Кок» — (Юхнович Іван)),
  2. «Рубачі» («Ворон» —  Григорій Ковальчук),
  3. «Холодноярці» («Рен», «Овоч» —  Рак Петро)
4. Терен V/I — Курінний «Лютий» (Карпенко Дмитро (Яструб)) (пом.17.12.1944) — Сотні:
  1. «Верховинці» («Косач»),
  2. «Полтавці» («Максим» †29.12.1944[2]),
  3. «Риболовці» («Меч»-Шніцер Олексій)

За Петром Содолем, у ВО «Лисоня» на серпень-грудень 1944 р. було всього 5 куренів, з умовними назвами за територіальною приналежістю:
- Бережанський курінь — сотенний «Остап» (Польовий Омелян)
- Бережанський курінь — сотенний Якубовський Володимир («Бондаренко» «Стрийський»), сотенний Федик Богдан («Крук»)

Курінь «Бондаренка» був створений, імовірно, у березні 1944 р. Тоді до його складу входили сотні:
«Холодноярці» — к-р Федик Богдан («Крук»). Політвиховник – Ксенофонт Волошин («Чад»;пом.12 березня 1945). Бунчужний – Ярослав Курилас («Кармазин», «Чорнота»). Інтендант — «Рубан»
1 чота — чотовий Петро Рак («Овоч»)
2 чота — чотовий Ярослав Стецький («Сокіл»),
3 чота — чотовий Паливага Василь («Кремінь») (пом. 22.04.1944) після 14 березня 1944 — Микола Куфлинський («Бурий»)
«Бурлаки» — сотенний Василь Шепета («Чорний»); Заступник сотенного — Небола Микола («Голка»), Бунчужний – «Лісовий», політвиховник — «Ґраніт».
1 чота — чотовий Аброзюк Степан («В'юн»)
2 чота — чотовий Михайло Пайкуш («Чайка»)
3 чота — чотовий
«Лісовики» — сотенний Іван Юхнович («Кок»;нар.1909 — пом.31.12.1944). Бунчужний — Василь Кулинич («Месник»), інтендант — Лазар Гатлан («Влодко»), к-р військово-польової жандармерії (ВПЖ) — «Орлик».
1 чота — чотовий «Богданко»
1 чота — чотовий «Чарнота» або «Чорнота»
1 чота — чотовий (ймовірно, Григорій Середа), Михайло Осовський («Бай»)
В середині липня 1944 р. курінь включав сотні:
«Холодноярці» — сотенний Федик Богдан («Крук»); Політвиховник – Ксенофонт Волошин («Чад»;пом.12 березня 1945). Бунчужний – Ярослав Курилас («Кармазин», «Чорнота»). Інтендант — «Рубан»
1 чота — чотовий Петро Рак («Овоч»)
2 чота — чотовий Ярослав Стецький («Сокіл»),
3 чота — чотовий Микола Куфлинський («Бурий»)
«Рубачі» — сотенний Григорій Ковальчук («Ворон»; нар.1917 — пом.1963); Бунчужний Володимир Шевчук («Орленко»), політвиховник — «Ілько», інтендант — «Рибак»
1 чота — чотовий Броніслав Корчак («Гамалія», «Дзвін»)
2 чота — чотовий Роман Брунець (Бродяга)
3 чота — чотовий Олекса Карпій («Василь», «Морозенко»)
«Буйні» — сотенний «Вовк» («Бурлака»); Бунчужний — «Голота» («Красний»), політвиховник — Осип Куць («Остап»), інтендант — «Кос»
1 чота — чотовий Степан Маркіза («Гордій»)
2 чота — чотовий «Максим»
3 чота — чотовий «Жук»
У кінці 1944 або на початку 1945 р. «Крук» очолив курінь замість «Бондаренка».
- Рогатинський курінь — к-р «Роман», к-р «Яструб» (Карпенко Дмитро)(†17.12.1944), к-р «Левко» ;
- Тернопільський курінь — к-р «Чугайстер» (Ілярій Лютий );
- Чортківський курінь — к-р «Гордієнко» (Твердохліб Іван), к-р «Бистрий» (Хамчук Петро).

Наприкінці 1944 року ВО-3 «Лисоня» нараховувала до 6 тисяч вояків: загін «Бондаренка» (до 2000), загін «Рена» (до 2000), окремі курені «Яструба» (до 600), «Бистрого» (600–700), «Чорного» (400–500).
Станом на весну 1945 р., імовірно, у ВО «Лисоня» існували тільки курені к-ра «Левка», к-ра «Бистрого» і к-ра «Крука». Можливо, ще курінь «Чугайстра», який загинув у січні 1945 р.) з невідомим командиром.
Загалом же, ВО «Лисоня» перша перейшла від дій куренями до дій сотнями і весною-влітку 1945 р., курені були розформовані.

### Структура на літо 1945— літо 1947рр.
Восени 1945 року група «Лисоня» нараховувала 12 сотень (за стандартом в кожній по 163 вояки, але бойові сотні до літа 1944 мали 180–200 вояків, від осені 1944 — переважно по 100–130, а в 1946–1949 — вже тільки 50-70 вояків). Сотні з 1946 називались «відділами».
Сама воєнна округа № 3 з літа 1945 до літа 1947 поділялася на тактичні відтинки: Командир ВО — «Бондаренко» (Якубовський Володимир) (пом.17 червня 1947), Осип Безпалько-«Остап» (17 червня 1947-пом.3 серпня 1947).
- 16-й (Тернопільський) Тактичний відтинок — ТВ-16 «Серет» — КВ (Командир відтинку) «Чорний». Відділи (сотні):
  - «Бурлаки» (сот. «Чорний» — Шепета Василь). Чотові:
  - «Рубачі» (сот. «Гамалія»-Горчик Ярослав),
  - «Сіроманці» (сот. «Косач»-Коваль Степан)
- 17-й (Бережанський) Тактичний відтинок — ТВ-17 «Бережани» — КВ «Левко». Відділи:
  - «Гайдамаки» (сот. «Ясмін»-Верещинський Володимир),
  - «Лісовики» (сот. «Крук»-Федик Богдан),
  - «Риболовці» (сот. «Левко»-Степан Головачук),
  - «Холодноярці» (сот. «Овоч»-Рак Петро)
  - «Полтавці» (сот. «Максим»-Чопей або Дюндін Василь)
- 18-й (Чортківський) Тактичний відтинок — ТВ-18 «Стрипа» — КВ «Бистрий» (Хамчук Петро). Відділи:
  - «Сірі вовки» (сот. «Хмель»-Микола Скринчук або Скрульчук, Курульчук),
  - «Чорноморці» (сот. «Ростислав»-Онуфрій Наконечний, сот. «Чародій»-Щикульський Іван 05.1945-09.1945)
- 19-й (Кам'янець-Подільський) Тактичний відтинок (ТВ-19 «Камінець») — командир: «Довбня», «Чубчик» (Кедюлич Іван):
  - Відділ спеціального призначення — сотенний «Кий»-Гіммельрайх Кость, заст. «Костенко»-Сенів Юрко[4]. Розділений влітку 1945:
    - Сотня «Костенка» (Сенів Юрко);
    - Група передана «Гордієнку» (Яцишин Іван).

Ймовірно, що чотири відтинки у ВО «Лисоня» існували тільки на папері. Реально, станом на літо 1945 р. на Тернопільщині було тільки два ТВ УПА — південний (Чортківсько-Бережанський) та північний (Тернопільський).
Щодо назв — Тернопільський ТВ того часу коректно буде називати «Серет». Натомість назва «Стрипа» фігурувала ще весною 1945 р., коли, імовірно, існували ще окремі Бережанський та Чортківський ТВ, тому не знати, чи об'єднаний ТВ коректно називати «Стрипа». Інші власні назви ТВ невідомі, можливо, вони не вживалися.
Те, що в наказах ГВШ УПА та ВО «Лисоня» фігурують номери відтинків від 16 по 19, ймовірно, пояснюється тим, що поділ на відтинки — і, відповідно, нумерація, визначалися в КВШ УПА-Захід, який перебував поза межами Тернопільщини і там не знали про об'єднання Чортківщини в один ТВ (а Бережанський і Чортківський округ ОУН — в одну округу) або вважали це об'єднання тимчасовим. Відповідно, згори у ВО «Лисоня» були спущені числа для чотирьох ТВ. Відповідно, ці числа використовувалися тільки для обліку вояків УПА територіально.

#### Чисельність ВО-3 «Лисоня»
В складі ВО-3 «Лисоня» в серпні 1944 р. діяло 2700 повстанців, а в червень 1945 р. діяло 1700 повстанців.